# Magnus Chase
Magnus Chase (Originaltitel: Magnus Chase and the Gods of Asgard) ist eine Romantrilogie des US-amerikanischen Schriftstellers Rick Riordan. Sie basiert auf der nordischen Mythologie und knüpft damit an das Konzept von Riordans Percy-Jackson-Serie an. Die Originalausgaben erschienen ab 2015 bei Disney Hyperion. Auf Deutsch erschienen die Bücher ab 2016 in einer Übersetzung von Gabriele Haefs im Carlsen Verlag.

## Übersicht der Bände
- 2016: Magnus Chase – Das Schwert des Sommers (Originaltitel: The Sword of Summer)
- 2017: Magnus Chase – Der Hammer des Thor (Originaltitel: The Hammer of Thor)
- 2018: Magnus Chase – Das Schiff der Toten (Originaltitel: The Ship of the Dead)

### Ergänzungsbücher
2016 veröffentlichte Riordan das ergänzende Buch Hotel Valhalla: Guide to the Norse Worlds. Es ist eine Einführung in die germanische Mythologie im humorvollen Stil der Buchserie und verfolgt ein ähnliches Konzept wie Percy Jackson erzählt: Griechische Göttersagen. Das Buch gibt es auf Deutsch seit dem 2. Juli 2020.
Unter dem deutschen Titel Magnus Chase – Geschichten aus den Neun Welten: Chaos um Thor und Odin! (Originaltitel: 9 From the Nine Worlds) erschien 2018 eine Sammlung von neun Kurzgeschichten, die jeweils in einer der neun Welten der nordischen Mythologie spielen. Jede ist aus der Perspektive einer anderen Figur der Buchserie erzählt.

## Inhalt
Magnus Chase ist 16 Jahre alt und lebt in Boston. Seit zwei Jahren schlägt er sich allein auf der Straße durch, seit er durch einen Angriff mysteriöser Wölfe seine Mutter verloren hat. Als Magnus in einen Kampf mit dem Feuerriesen Surt gerät, rettet er mehreren Menschen das Leben, er selbst aber stirbt dabei. Für diesen heldenhaften Tod wird er in eine moderne Version der Nachwelt Walhalla aufgenommen und tritt in den Dienst des Gottes Odin ein. Magnus erhält den Auftrag, das Schwert namens Sumarbrander – das titelgebende Schwert des Sommers – zu finden, um zu verhindern, dass es in die falschen Hände fällt. Bei seiner Mission unterstützen ihn die Walküre Samirah al-Abbas, seine Freunde Blitzen und Hearthstone sowie eine Gruppe von Verbündeten, die er im Hotel Walhalla kennengelernt hat. In den folgenden Bänden gewinnt die Gruppe an Bedeutung, darunter besonders Alex Fierro, ein Kind des Gottes Loki. Gemeinsam müssen sie Loki und seine Handlanger, darunter Magnus’ Onkel Randolph, davon abbringen, das Ende der Welt auszulösen. Ihre Reise führt sie durch sieben der neun Welten der nordischen Mythologie.

## Figuren

### Magnus Chase
Der 16-jährige Magnus Chase ist der Protagonist und Ich-Erzähler der Buchserie. Er ist der Sohn des Gottes Frey und einer menschlichen Mutter, Natalie Chase. Zu Beginn ist Magnus obdachlos, nachdem er nach dem mysteriösen, gewaltsamen Tod seiner Mutter aus seinem früheren Zuhause geflohen ist. Im ersten Band wird Magnus nach Walhalla (in Gestalt eines modernen Hotels) aufgenommen und darf als Einherjer, als unsterblicher Krieger im Dienst Odins, weiterleben. Im Verlauf der Geschichte lernt er jedoch, dass seine Stärke nicht das Kämpfen und Töten, sondern das Heilen ist.

### Verbündete
- Blitzen, genannt Blitz, ist ein Dunkelalbe und Sohn der Freya. Seine Familie erwartet, dass er im Schmiedehandwerk erfolgreich wird, aber Blitzens Interesse gilt dem Modedesign. Gemeinsam mit dem Alben Hearthstone gibt er sich als Obdachloser aus, um Magnus zu beschützen.
- Hearthstone, genannt Hearth, ist ein Lichtalb, der daran arbeitet, Experte in Runenmagie zu werden. Er ist eng mit Blitzen befreundet; gemeinsam betrachten sie sich als Beschützer von Magnus Chase. Da Hearthstone gehörlos ist, beherrschen auch Magnus und Blitzen die Gebärdensprache.
- Samirah al-Abbas, genannt Sam, ist eine Walküre. Als solche geleitet sie Magnus nach seinem Tod nach Walhalla. Samirah ist gläubige Muslima, was für sie nicht im Widerspruch zu ihrer Zugehörigkeit zu den Walküren steht. Vom ersten Buch an ist sie eine von Magnus’ engsten Verbündeten. Ihr Verlobter Amir Fadlan begleitet sie im dritten Band. Samirah ist eine Tochter des Gottes Loki und damit eine Halbschwester von Alex Fierro. Anfangs schämt sie sich ihrer Abstammung von Loki. Erst mit Alex’ Hilfe gelingt es ihr, ihr Erbe nicht mehr zu verleugnen, sondern zu einer Stärke zu machen.
- Alex Fierro ist ein Kind des Gottes Loki und entstammt auf der menschlichen Seite einer mexikanischen Familie. Alex ist genderfluid – an den meisten Tagen ein Mädchen, aber gelegentlich auch ein Junge, und erscheint erst im zweiten Buch als Einherjer. Von Loki hat Alex die Fähigkeit geerbt, die äußere Erscheinung willentlich zu ändern; von dem menschlichen Großvater erlernte Alex das Töpferhandwerk. Alex kämpft nur ungern, steht aber dennoch entschlossen an Magnus’ Seite. Alex und Magnus werden gegen Ende des dritten Buches ein Paar.
- Mallory Keen ist eine Tochter der Göttin Frigg. Sie starb in den 1970er Jahren im Nordirlandkonflikt, als sie eine Gruppe Kinder rettete, wofür sie ihren Platz im Hotel Walhalla erhielt. Dort lebt Mallory auf demselben Flur wie Magnus und freundet sich mit ihm an.
- Halbgeboren Gunderson, ein Wikinger und Berserker, lebt seit rund 1200 Jahren im Hotel Walhalla, wo er ein Nachbar, Freund und Mitstreiter von Magnus Chase wird.
- Thomas Jefferson Junior, genannt T.J., ist ein Sohn des Tyr und einer geflohenen Sklavin, der heldenhaft im Amerikanischen Unabhängigkeitskrieg starb. Mit Mallory Keen und Halbgeboren Gunderson unterstützt er Magnus Chase auf seinen Missionen.
- Jack, das Schwert des Sommers, auch Sumarbrander genannt, kann als Figur mit eigenem Charakter gelten. Nachdem Magnus das sprechende Schwert gegen Ende des ersten Bandes gewinnt, steht es ihm treu zur Seite. Es kommentiert das Geschehen, bringt eigene Ideen ein und handelt manchmal selbstständig. Es hat eine Vorliebe für das Singen, eine Fähigkeit, welche er nicht so gut beherrscht, und kommuniziert mit anderen nichtsprechenden Schwertern.

### Gegenspieler
- Loki, der Gott der Lügen und der Täuschung, ist der zentrale Gegenspieler der Serie.
- Randolph Chase ist Magnus’ Onkel, der die germanische Mythologie und Kultur erforscht. Er ist in den Dienst des Gottes Loki getreten, nachdem dieser ihm versprochen hat, ihn wieder mit seiner Familie, die bei einem Bootsunglück ums Leben kam, zusammenzubringen. Gegen Ende seines Lebens bereut Randolph, Magnus an Loki verraten zu haben, und hinterlässt ihm sein Vermögen und wichtige Hinweise für seine Mission.
- Thrym, ein Erdriese, welcher Sam gegen ihren Willen heiraten will und im zweiten Band mit Loki zusammenarbeitet.

### Bezüge zu den Percy-Jackson-Romanen
Die Serie um Magnus Chase ist mit der Percy-Jackson-Serie verbunden, denn der Protagonist ist ein Cousin der Figur Annabeth Chase, der Freundin von Percy Jackson. Annabeth und ihr Vater Frederick Chase kommen bereits im ersten Buch kurz vor. Im letzten Band lernt Magnus auch Percy Jackson selbst kennen.

## Rezeption und Auszeichnungen
Die Reihe Magnus Chase wurde positiv aufgenommen, allerdings mit der Percy-Jackson-Reihe nicht unbedingt vorteilhaft verglichen. Adam Gopnik lobte in der New York Times die detailreiche und klare Einführung in die wesentlichen Elemente der germanischen Mythologie, fand aber, die Charakterisierung dessen, was die germanischen Gottheiten ausmacht, sei weniger gut gelungen als die der griechischen Gottheiten in Percy Jackson. Die Umwandlung alter Mythen in moderne Abenteuergeschichten sei hervorragend gelungen, auch wenn das Buch eng dem Schema der Fantasy-Jugendliteratur folge.
Für Der Hammer des Thor erhielt Riordan 2017 den Stonewall Book Award. Die Jury hob speziell die Figur Alex Fierro hervor und lobte die Repräsentation genderqueerer Teenager. In seiner Dankesrede erzählte Riordan von einem Kind, das er früher einmal unterrichtet habe und dem die Figur gewidmet sei.